# Psilopa fisseli
Psilopa fisseli är en tvåvingeart som beskrevs av Canzoneri 1981. Psilopa fisseli ingår i släktet Psilopa och familjen vattenflugor.
Artens utbredningsområde är Senegal. Inga underarter finns listade i Catalogue of Life.